# Трозвук
Трозвук је једновремено звучање основног тона, терце и квинте. Назива се још и квинтакорд. Исти овај акорд, постављен тако да најнижи (басов) тон буде његова терца, назива се секстакорд. Ако је у басу квинта, онда се назива квартсекстакорд.
Дурски трозвук се састоји од основног тона, велике терце, и чисте квинте. Звучи свечано и тврдо па се зато зове дур.
Овакав трозвук носи назив по основном тону и обележава се великим словом. На пример: .
Молски трозвук се састоји од основног тона, мале терце и чисте квинте. Звучи меко, тужно и зато се назива мол (мек).
Обележава се малим словима. На пример: .
Приликом састављања дурског или молског трозвука (квинтакорда) дозвољава се удвајање основног тона, а понекад и терце и квинте.
С обзиром на различите врсте интервала, квинтакорд може бити:
- Велики (дурски) ако је основни тон + велика терца + чиста квинта
- Мали (молски) ако је основни тон + мала терца + чиста квинта,
- Умањени ако је основни тон + мала терца + умањена квинта
- Прекомерни ако је основни тон + велика терца + прекомерна квинта

Консонантни трозвуци су дурски и молски, а дисонантни умањени и прекомерни.
Главни трозвуци се налазе на првом, четвртом и петом ступњу лествице. У дуру су сва три дурска, а у хармонском молу су на првом и четвртом ступњу молски а на петом ступњу дурски.
Према улози коју имају у хармонском кретању тоналитета, акорди могу бити:
- Тоника означава мировање. То је трозвук на првом ступњу.
- Субдоминанта означава покрет. То је трозвук на четвртом ступњу.
- Доминанта означава покрет. То је трозвук на петом ступњу.

Систем односа међу акордима, са тоничним трозвуком као центром, назива се тоналитет.